# Radek Vítek
Radek Vítek (Vsetín, 24 de octubre de 2003) es un futbolista checo que juega como portero en el Bristol City F. C. de la EFL Championship.

## Trayectoria
Jugó en el equipo sub-19 del club checo S. K. Sigma Olomouc cuando tenía 16 años. El 1 de julio de 2020 fichó por el Manchester United F. C. procedente del Sigma Olomouc.
El 25 de enero de 2024 fichó por el Accrington Stanley F. C. en calidad de cedido hasta final de temporada.
El 27 de enero de 2024 debutó en la liga de fútbol como titular contra el Forest Green Rovers F. C. y mantuvo su portería a cero en la victoria por 1-0.
El 21 de agosto de 2024 se incorporó al FC Blau-Weiß Linz en calidad de cedido por una temporada.

## Estadísticas

### Clubes
Actualizado al último partido disputado el 16 de marzo de 2025.
| Accrington Stanley F. C. Inglaterra   | 4.ª           | 2023-24       | 18 | 30 | 0 | 0 | ― | ― | 18 | 30 |
| Accrington Stanley F. C. Inglaterra   | Total club    | Total club    | 18 | 30 | 0 | 0 | 0 | 0 | 18 | 30 |
| FC Blau-Weiß Linz · Austria           | 1.ª           | 2024-25       | 16 | 19 | 2 | 2 | ― | ― | 18 | 21 |
| FC Blau-Weiß Linz · Austria           | Total club    | Total club    | 16 | 19 | 2 | 2 | 0 | 0 | 18 | 21 |
| Total carrera                         | Total carrera | Total carrera | 34 | 49 | 2 | 2 | 0 | 0 | 36 | 51 |
| (1) Hace referencia a goles encajados |               |               |    |    |   |   |   |   |    |    |